# Empis palustris
Empis palustris är en tvåvingeart som beskrevs av Giovanni Antonio Scopoli 1763. Empis palustris ingår i släktet Empis och familjen dansflugor.
Artens utbredningsområde är Italien. Inga underarter finns listade i Catalogue of Life.